# Ohana
ohana（オハナ）は、日本のボーカルユニット。2006年にコロムビアミュージックエンタテインメントよりCDデビュー。バンド名の由来はメンバー3人の名前の頭文字（オオヤの「オ」、原田の「ハ」、永積の「ナ」）とハワイ語で「家族（オハナ）」という意味のダブルミーニングである。
ポラリス、クラムボン、ハナレグミとしてそれぞれ活躍するこの3人は、元はといえば10年来の友人であり、お互いのレコーディングやライブで共演を重ねてきた仲であり、“いつか3人で何かやりたいよね！”との思いを秘めてきた間柄でもある。

## メンバー
- オオヤユウスケ（Polaris）
- 原田郁子（クラムボン）
- 永積タカシ（ハナレグミ / SUPER BUTTER DOG）

## 来歴・概要
- 2005年

9月　元々仲のいい3人で「ohana」結成。
10月　『朝霧JAM 2005』に出演。ohanaとして初のライブで、CDも未発表だったにもかかわらずオーディエンスをおおいに沸かせる。
- 2006年

2月　ファーストシングル『予感』発売開始。
3月　ファーストアルバム『オハナ百景』発売開始。
4月　ohanaがテーマソングと主演も務めたショートムービー『予感』公開。『ARABAKI ROCK FEST.06'』に出演。
5月　ファーストライブ『魅惑のエメラルドツアー』が始まる。
8月　『ROCK IN JAPAN FESTIVAL2006』に出演。バックバンドに東京スカパラダイスオーケストラ他豪華メンツを従えた。
- 2007年

5月　『SKY vol.4』に出演。
以降、頻度は少ないがライブ活動を続けている。

## ディスコグラフィー

### アルバム
- オハナ百景 2006.3.15
  1. よあけ
  2. Shake your hands
  3. ヒライテル ※映画『彩恋 SAI-REN』挿入歌
  4. オハナレゲエ
  5. Heavenly
  6. 予感
  7. I wanna be sedated
  8. ohana song
  9. Blue
  10. くすり の くすり

### シングル
- 予感2006.2.08 
  1. 予感
  2. ohana song
  3. Don't Know Why

リードトラックである「予感」という曲から、ohanaの3人が主演を務める同タイトルのショートムービーが制作され、全国で公開された。